# 1012 Sarema
Az 1012 Sarema (ideiglenes jelöléssel 1924 PM) a Naprendszer kisbolygóövében található aszteroida. Karl Wilhelm Reinmuth fedezte fel 1924. január 12-én, Heidelbergben.